# Billie Yorke
Pour les articles homonymes, voir Yorke et Billie.
Billie Yorke née le 19 décembre 1910 et morte le 9 décembre 2000 est une joueuse de tennis britannique des années 1930.
À Roland-Garros, elle s'est imposée trois fois consécutivement en double dames, associée à Simone Mathieu (1936-1938). Avec la même partenaire, elle a aussi remporté Wimbledon en 1937.
Elle a enfin gagné le double mixte à Roland-Garros en 1936, aux côtés de Marcel Bernard.

## Palmarès (partiel)

### Titres en double dames
| No | Date       | Nom et lieu du tournoi         | Catégorie | Surface      | Partenaire      | Finalistes                      | Score         |          |
| -- | ---------- | ------------------------------ | --------- | ------------ | --------------- | ------------------------------- | ------------- | -------- |
| 1  | 19-05-1936 | Internationaux de France Paris | G. Chelem | Terre (ext.) | Simonne Mathieu | Jadwiga Jędrzejowska Susan Noel | 2-6, 6-4, 6-4 | Parcours |
| 2  | 18-05-1937 | Internationaux de France Paris | G. Chelem | Terre (ext.) | Simonne Mathieu | Dorothy Andrus Sylvie Jung      | 3-6, 6-2, 6-2 | Parcours |
| 3  | 21-06-1937 | The Championships Wimbledon    | G. Chelem | Gazon (ext.) | Simonne Mathieu | Phyllis King Elsie Pittman      | 6-3, 6-3      | Parcours |
| 4  | 02-06-1938 | Internationaux de France Paris | G. Chelem | Terre (ext.) | Simonne Mathieu | Nelly Adamson Arlette Halff     | 6-3, 6-3      | Parcours |

### Finales en double dames
| No | Date       | Nom et lieu du tournoi      | Catégorie | Surface      | Vainqueures                    | Partenaire      | Score          |          |
| -- | ---------- | --------------------------- | --------- | ------------ | ------------------------------ | --------------- | -------------- | -------- |
| 1  | 26-06-1933 | The Championships Wimbledon | G. Chelem | Gazon (ext.) | Simonne Mathieu Elizabeth Ryan | Freda James     | 6-2, 9-11, 6-4 | Parcours |
| 2  | 27-06-1938 | The Championships Wimbledon | G. Chelem | Gazon (ext.) | Sarah Fabyan Alice Marble      | Simonne Mathieu | 6-2, 6-3       | Parcours |
| 3  | 26-06-1939 | The Championships Wimbledon | G. Chelem | Gazon (ext.) | Sarah Fabyan Alice Marble      | Helen Jacobs    | 6-1, 6-0       | Parcours |

### Titre en double mixte
| No | Date       | Nom et lieu du tournoi         | Catégorie | Surface      | Partenaire     | Finalistes                      | Score         |          |
| -- | ---------- | ------------------------------ | --------- | ------------ | -------------- | ------------------------------- | ------------- | -------- |
| 1  | 19-05-1936 | Internationaux de France Paris | G. Chelem | Terre (ext.) | Marcel Bernard | Sylvie Jung André Martin-Legeay | 7-5, 6-8, 6-3 | Parcours |

## Parcours en Grand Chelem (partiel)
Si l’expression « Grand Chelem » désigne classiquement les quatre tournois les plus importants de l’histoire du tennis, elle n'est utilisée pour la première fois qu'en 1933, et n'acquiert la plénitude de son sens que peu à peu à partir des années 1950.

### En simple dames
| Année | Championnat d'Australie | Championnat d'Australie | Internationaux de France | Internationaux de France | Wimbledon       | Wimbledon        | US National | US National |
| ----- | ----------------------- | ----------------------- | ------------------------ | ------------------------ | --------------- | ---------------- | ----------- | ----------- |
| 1930  | -                       | -                       | -                        | -                        | 1er tour (1/64) | Sarah Palfrey    | -           | -           |
| 1931  | -                       | -                       | -                        | -                        | 2e tour (1/32)  | Helen Jacobs     | -           | -           |
| 1933  | -                       | -                       | -                        | -                        | 2e tour (1/32)  | H. Contostavlos  | -           | -           |
| 1934  | -                       | -                       | 2e tour (1/16)           | Helen Jacobs             | 4e tour (1/8)   | Lolette Payot    | -           | -           |
| 1935  | -                       | -                       | 3e tour (1/8)            | Sylvie Jung              | 2e tour (1/32)  | Helen Wills      | -           | -           |
| 1936  | -                       | -                       | -                        | -                        | 2e tour (1/32)  | Josane Sigart    | -           | -           |
| 1937  | -                       | -                       | -                        | -                        | 2e tour (1/32)  | Dorothy Andrus   | -           | -           |
| 1938  | -                       | -                       | -                        | -                        | 1er tour (1/64) | Thelma Coyne     | -           | -           |
| 1939  | -                       | -                       | 1er tour (1/16)          | Zofia Sioda              | 2e tour (1/32)  | Klara Somogyi    | -           | -           |
| 1946  | -                       | -                       | 1er tour (1/32)          | J. Patorni               | 3e tour (1/16)  | Kay Stammers     | -           | -           |
| 1947  | -                       | -                       | -                        | -                        | 2e tour (1/32)  | Audrey Cardinall | -           | -           |

À droite du résultat, l’ultime adversaire.

### En double dames
| Année | Championnat d'Australie | Championnat d'Australie | Internationaux de France    | Internationaux de France    | Wimbledon                     | Wimbledon                  | US National | US National |
| ----- | ----------------------- | ----------------------- | --------------------------- | --------------------------- | ----------------------------- | -------------------------- | ----------- | ----------- |
| 1931  | -                       | -                       | -                           | -                           | 1/4 de finale Reid-Thomas     | Doris Metaxa Josane Sigart | -           | -           |
| 1932  | -                       | -                       | -                           | -                           | 1/4 de finale P. Howkins      | Doris Metaxa Josane Sigart | -           | -           |
| 1933  | -                       | -                       | -                           | -                           | Finale Freda James            | S. Mathieu E. Ryan         | -           | -           |
| 1934  | -                       | -                       | 2e tour (1/8) Anne McAlpine | S. Mathieu E. Ryan          | 3e tour (1/8) E. Bennett      | Helen Jacobs Sarah Palfrey | -           | -           |
| 1935  | -                       | -                       | 1/2 finale Mary Hardwick    | Ida Adamoff H. Sperling     | 3e tour (1/8) Elsie Pittman   | Doris Metaxa Josane Sigart | -           | -           |
| 1936  | -                       | -                       | Victoire S. Mathieu         | Jędrzejowska Susan Noel     | 1/4 de finale S. Mathieu      | D. Andrus Sylvie Jung      | -           | -           |
| 1937  | -                       | -                       | Victoire S. Mathieu         | D. Andrus Sylvie Jung       | Victoire S. Mathieu           | Phyllis King Elsie Pittman | -           | -           |
| 1938  | -                       | -                       | Victoire S. Mathieu         | Nelly Adamson Arlette Halff | Finale S. Mathieu             | Sarah Fabyan Alice Marble  | -           | -           |
| 1939  | -                       | -                       | 1er tour (1/8) Susan Noel   | Alice Florian Hella Kovac   | Finale Helen Jacobs           | Sarah Fabyan Alice Marble  | -           | -           |
| 1946  | -                       | -                       | -                           | -                           | 1/4 de finale S. Mathieu      | Pauline Betz Doris Hart    | -           | -           |
| 1948  | -                       | -                       | -                           | -                           | 1er tour (1/32) Effie Hemmant | M. Whitmarsh B. Watson     | -           | -           |

Sous le résultat, la partenaire ; à droite, l’ultime équipe adverse.

### En double mixte
| Année | Championnat d'Australie | Championnat d'Australie | Internationaux de France | Internationaux de France | Wimbledon | Wimbledon | US National | US National |
| 1936  | -                       | -                       | Victoire M. Bernard      | Sylvie Jung André Martin | -         | -         | -           | -           |

Sous le résultat, le partenaire ; à droite, l’ultime équipe adverse.